# Unabhängige für bürgernahe Demokratie
Unabhängige für bürgernahe Demokratie (Kurzbezeichnung: UNABHÄNGIGE) ist eine deutsche Kleinpartei, die sich für unabhängige Einzelbewerber und direkte Demokratie einsetzt. Schwerpunkt bildet das Thema Bürgerbeteiligung z. B. mit Einführung von Volksinitiativen und Volksentscheiden auf Bundesebene auf Grundlage eines verbesserten bayerischen Modells. Sie will demokratische Strukturen sowie staatliche Vorschriften verbessern und unterstützt Bürger bei einer Kandidatur für politische Ämter. Das jeweilige Wahlprogramm wird nicht von der Partei, sondern von den Kandidaten selbst bestimmt.

## Geschichte
Die Partei wurde am 9. September 2002 in Kaufbeuren gegründet, wo sich bis heute ihr Sitz befindet. 2004 ging in ihr die 2002 gegründete Partei bürger macht politik (bmp.) auf und bildete den nordrhein-westfälischen Landesverband der Partei. Im gleichen Jahr schloss sich ihr die Bürgerinitiative buerger zu buerger.de an und bildete den Landesverband Baden-Württemberg.
Gegründet wurde sie als „‚Aktion Unabhängige Kandidaten‘ Bürgeraktion zur Aufstellung von unabhängigen Direktkandidaten“ (Kurzbezeichnung: Unabhängige Kandidaten). Anfang 2004 erfolgte die Umbenennung in „UNABHÄNGIGE KANDIDATEN … für Direkte Demokratie + bürgernahe Lösungen“ (Kurzbezeichnung: UNABHÄNGIGE KANDIDATEN). Die aktuelle Bezeichnung wurde im Frühjahr 2005 beschlossen.
Die am 3. Oktober 2008 beschlossene Eingliederung in die überparteiliche Wählergruppe Für Volksentscheide, die sich 2007 aus der Partei UNABHÄNGIGE entwickelt hatte, erklärte der Bundeswahlleiter für unwirksam. Am 25. Oktober 2009 beschlossen die Mitglieder deshalb, die Partei ohne Landesverbände fortzuführen und sich auf die Förderung unabhängiger Einzelbewerber zu konzentrieren.

### Wahlergebnisse
Zur Bundestagswahl 2002 unterstützte die Partei im Wahlkreis 258 (Ostallgäu) den Einzelbewerber Werner Fischer, der mit 2065 Stimmen das bayernweit beste Einzelbewerber-Ergebnis erreichte.
Bei der Landtagswahl in Bayern am 21. September 2003 trat derselbe Kandidat im Regierungsbezirk Schwaben an und erhielt 1346 Stimmen (0,1 Prozent der Stimmen).
Als einzige teilnehmende Wählergruppe erreichte die Gruppierung zur Europawahl 2004 bundesweit 70.301 (0,3 %) Stimmen.
Im Oktober 2004 unterstützte sie Knut vom Bovert als unabhängigen Kandidaten bei der Bürgermeisterwahl in der Stadt Haan (NRW). Er setzte sich in der Stichwahl gegen einen Mitkonkurrenten der CDU durch und wurde 2009 erneut gewählt. 2014 verlor er die Stichwahl gegen eine Kandidatin der CDU.
Zur Landtagswahl in Nordrhein-Westfalen 2005 stellte sie im Wahlkreis 41 Düsseldorf II einen Kandidaten, der 204 Stimmen (0,3 Prozent) im Wahlkreis erhielt.
An der vorgezogenen Bundestagswahl 2005 beteiligte sich die Partei mit neun Direktkandidaten und zwei Einzelbewerbern. Ihre Ergebnisse lagen in den Wahlkreisen im Schnitt bei 1,8 % (11.703 Stimmen, mit Einzelbewerbern 31.714 Stimmen), wobei der Einzelbewerber Konrad Dippel im Wahlkreis 236 (Weiden) 13,6 % erreichte.
Zur Landtagswahl in Baden-Württemberg 2006 trat ein Kandidat an und erhielt im Wahlkreis 62 Tübingen 556 Stimmen (0,7 %). Ein weiteres Mitglied trat als Einzelbewerber an und erreichte 5,2 %.
Zur Europawahl 2009 trat die Partei zugunsten der Wählergruppe Für Volksentscheide nicht an. Zur Bundestagswahl 2009 unterstützten sie gemeinsam mit dieser Wählergruppe 22 Einzelbewerber; dabei erreichte Dippel 14,1 % der Stimmen im Wahlkreis 235 (Weiden).
2011 nahm die Partei im Bezirk Pankow mit 6 Kandidaten an den Wahlen zum Berliner Abgeordnetenhaus sowie den Bezirksverordnetenversammlung teil und erreichten dort 0,5 % (AH) bzw. 0,6 % (BVV).
Von 2012 bis 2015 kooperierten Parteimitglieder mit der Familien-Partei Deutschlands. Diese Kooperation wurde wegen Unstimmigkeiten beendet.
Bei der Bundestagswahl 2013 traten einige Einzelbewerber an, wobei Dippel mit 4,4 % seinen Platz 3 im Wahlkreis hielt.
Zur Europawahl 2014 verzichteten Nominierte auf eine eigene Liste und unterstützten die Familien-Partei Deutschlands, die mit einem Mandat in das EU-Parlament einziehen konnte.
Am 6. November 2016 wurde die Teilnahme an der Bundestagswahl 2017 beschlossen. UNABHÄNGIGE waren mit 3 Direktkandidaten in Bayern vertreten. Zusätzlich wurden erneut einige Einzelbewerber (u. a. Konrad Dippel, Ergebnis: erneut Platz 3 mit 9,3 %) unterstützt.
Zur Kandidatur für die Europawahl 2019 arbeitete die Partei mit der Plattform buergerkandidaten.de zusammen. Sie konnte aber nicht genug Unterstützungsunterschriften zur Zulassung vorlegen.
Die Teilnahme an der Bundestagswahl 2021 wurde am 3. Januar 2021 beschlossen. In Bayern (0,2 %) und Brandenburg (0,6 %)  waren UNABHÄNGIGE erstmals als Liste wählbar. In einigen Wahlkreisen gab es auch Wahlkreis-Kandidaten, z. B. Marcel Respa (4,3 %) im Wahlkreis 65. Zusätzlich wurden erneut parteilos antretende Einzelbewerber unterstützt und Konrad Dippel (7,1 %) im Wahlkreis 235 (Weiden) war bundesweit erneut der erfolgreichsten Bewerber.
Bei der gleichzeitig stattfindenden Landtagswahl in Mecklenburg-Vorpommern erzielte die Liste 0,3 % und Sophie Maus 1,7 % im Wahlkreis Vorpommern-Greifswald III.